# ریکاردو مونترو
ریکاردو مونترو (انگلیسی: Ricardo Montero؛ زادهٔ ۶ مارس ۱۹۸۶) داور فوتبال اهل کاستاریکا است.
وی از سال ۲۰۱۱ وارد فهرست داوران فیفا شده است.